# Villanueva de Córdoba
Villanueva de Córdoba er en by og kommune i det sydlige Spanien i provinsen Córdoba. Den har et indbyggertal på 8.381 (2024) indbyggere.